# Limasol
Limasol (en griego: Λεμεσός, Lemesós; en turco: Leymosun; en armenio, Լիմասոլ) es la segunda ciudad más extensa de Chipre y la capital del distrito de Limasol. Según el censo de 2011, tiene una población de 101,000 habitantes.
Está ubicada en la costa sur del país, en la bahía de Akrotiri. Limasol fue construida entre dos ciudades antiguas, Amatunte y Curio, por lo que durante el Imperio bizantino era conocida como Neápolis (Nueva ciudad).
Es uno de los puertos más importantes para el comercio en el mar Mediterráneo. A partir de esto, Limasol se ha convertido en el principal centro turístico, comercial y proveedor de servicios del área. Esta ciudad es renombrada por su gran tradición cultural. Una amplia variedad de actividades y un gran número de museos y sitios arqueológicos están disponibles para los visitantes.
Hoy en día, la franja turística de Limasol va por el este hasta Amatunte. Hacia el oeste de la ciudad está la base militar británica de Acrotiri, que forma parte del territorio de Akrotiri y Dekelia, posesión ultramarina del Reino Unido.

## Historia
La historia de Limasol es corta en comparación a otros asentamientos chipriotas, ya que los primeros datos sobre su poblamiento datan de la Tercera Cruzada, después de que Ricardo Corazón de León destruyera la antigua ciudad de Amatunte en 1191.
No obstante, el área de Limasol estuvo habitada desde tiempos antiguos. Se han encontrado tumbas que datan del  2000 a. C. y otras que datan de los siglos VIII a IV a. C. A pesar de ello no es mencionada en los escritos clásicos.

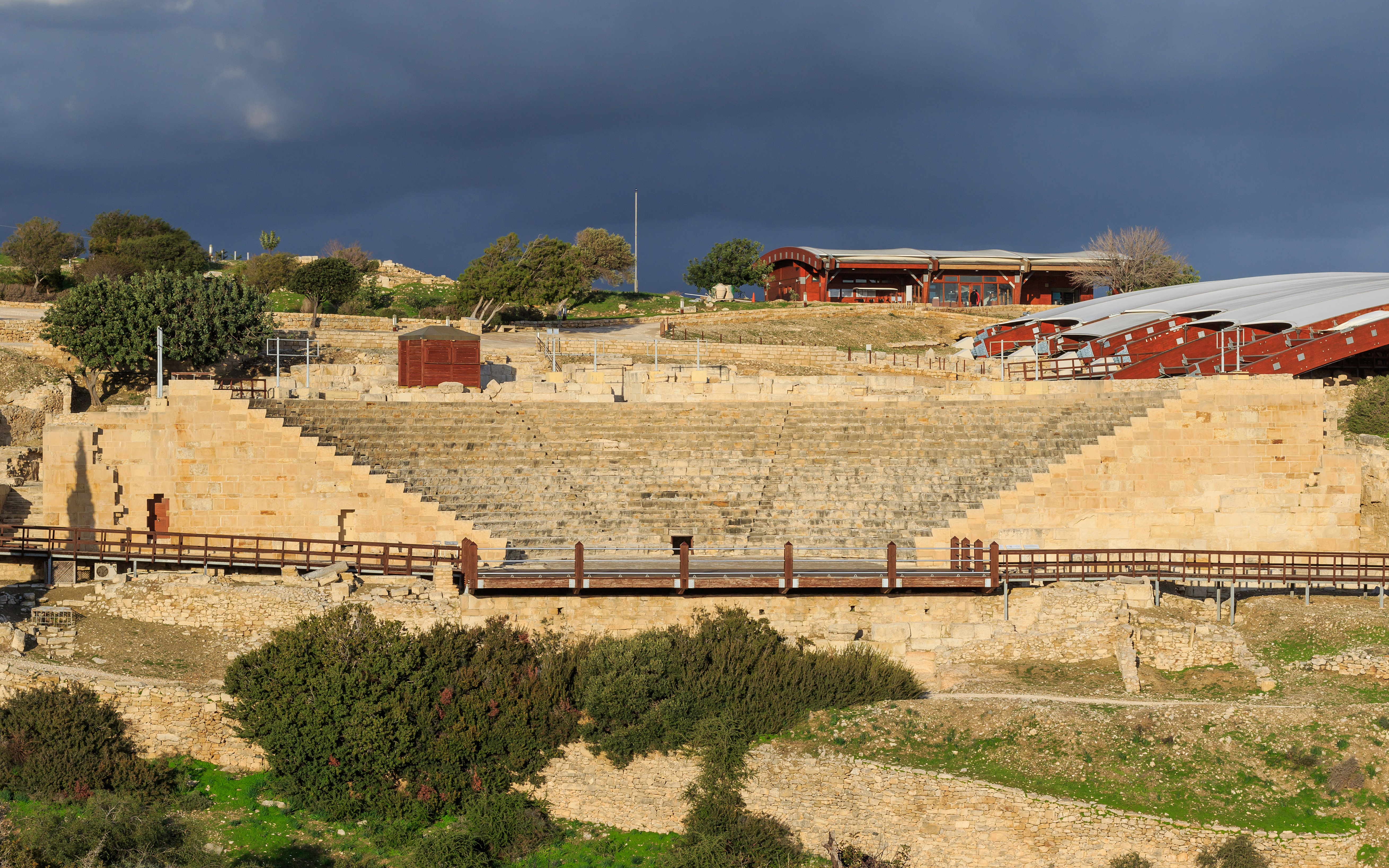
Teatro Romano-Griego de Curio en las afueras de Limasol.

Las actas del Concilio de Calcedonia (451) mencionan a un obispo Sóter de la desconocida ciudad de Teodosiana que es identificada con Limasol ya que se nombra al citado obispo junto a los de Amatunte y Arsinoe. En escritos posteriores, la ciudad de Neápolis de Chipre, famosa por su obispo Leoncio de Neapolis, un importante escritor del siglo VII, parece ser también Limasol. En el siglo X, Constantino VII se refiere a ella como Nemasos.
El primer evento registrado en la historia de Limasol, más allá de nombres, data de 1191 y está ligado al final del dominio bizantino sobre Chipre. El rey de Inglaterra, Ricardo Corazón de León, navegaba hacia Tierra Santa, en otro navío lo hacía su prometida Berenguela de Navarra y su hermana Juana, reina de Sicilia. Debido a una tormenta, el barco de las reinas se detuvo en la actual Limasol. Isaac Comneno, el gobernador bizantino de Chipre, conocido como un hombre cruel, invitó a las reinas a desembarcar, con la intención de secuestrarlas, pero estas rechazaron la oferta. Entonces, rehusó darles agua fresca, por lo que las mujeres se vieron obligadas a salir a mar abierto una vez más. Cuando Ricardo llegó a Limasol y conoció a Isaac Comneno, le pidió que contribuyera con la cruzada para la liberación de Tierra Santa. En un principio Isaac aceptó, pero más tarde rehusó dar ayuda.
Ricardo, tiempo después, lo persiguió y lo venció, tras lo cual Inglaterra tomó el control de Chipre. Ricardo celebró su matrimonio con Berenguela de Navarra, quien había recibido la corona como reina de Inglaterra en Chipre. Este hecho produjo la caída del dominio bizantino sobre Chipre. Ricardo destruyó Amatunte y los habitantes se trasladaron a Limasol.
Un año después, en 1192, Chipre fue vendido a la Orden del Temple, ricos monjes y soldados, cuya meta era proteger el Santo Sepulcro, en Jerusalén. Los caballeros impusieron impuestos muy altos para recuperar el dinero que habían usado para comprar Chipre. Esto llevó a una revuelta de los chipriotas, quienes demandaban que el trato debía disolverse. Ricardo aceptó el pedido y buscó un nuevo comprador: Guido de Lusignan, un  católico de origen franco. Esto llevó a que Chipre fuera entregado a la Dinastía Franca de los reyes del Reino medieval Chipriota.
Por un período de aproximadamente tres siglos, (1192-1489), Limasol disfrutó de una remarcable prosperidad. Chipre se caracterizaba por su gran número de obispos latinos. Esto se prolongó hasta la ocupación de los otomanos en 1570. Los batallones latinos que habían establecido monasterios, se instalaron allí.
El establecimiento de muchos comerciantes en Chipre, y especialmente en Limasol en el siglo XIII, llevó al bienestar de sus habitantes. Su puerto, como un centro de transporte y comercio, contribuyó de gran manera al desarrollo cultural y financiero.

### Llegada de Alemania
El rey de Alemania Federico II, impulsado por los Templarios de Chipre, quienes eran enemigos de Ibelen, llegó e invadió la ciudad en 1228. Luego llamó a Jhon Ibelen para discutir los planes contra los musulmanes. Ibelen fue a Limasol acompañado del rey Eric, y todos los templarios de Chipre. Cuando Ibelen rehusó cooperar, Federico no tuvo más opción que dejarlo ir. El rey alemán tomó el control de Limasol y otras ciudades, y una vez nombrados los gobernadores para cada una de ellas, abandonó Chipre. Las fuerzas de Federico fueron vencidas en la batalla de 1229, que tuvo lugar en Agirta, una aldea en la zona de Kyrenia. El enfrentamiento se desarrolló entre las fuerzas de Federico y las tropas francas, lideradas por John Ibelen. El resultado de la batalla fue la liberación de Chipre del control alemán.

### Los ataques de Egipto

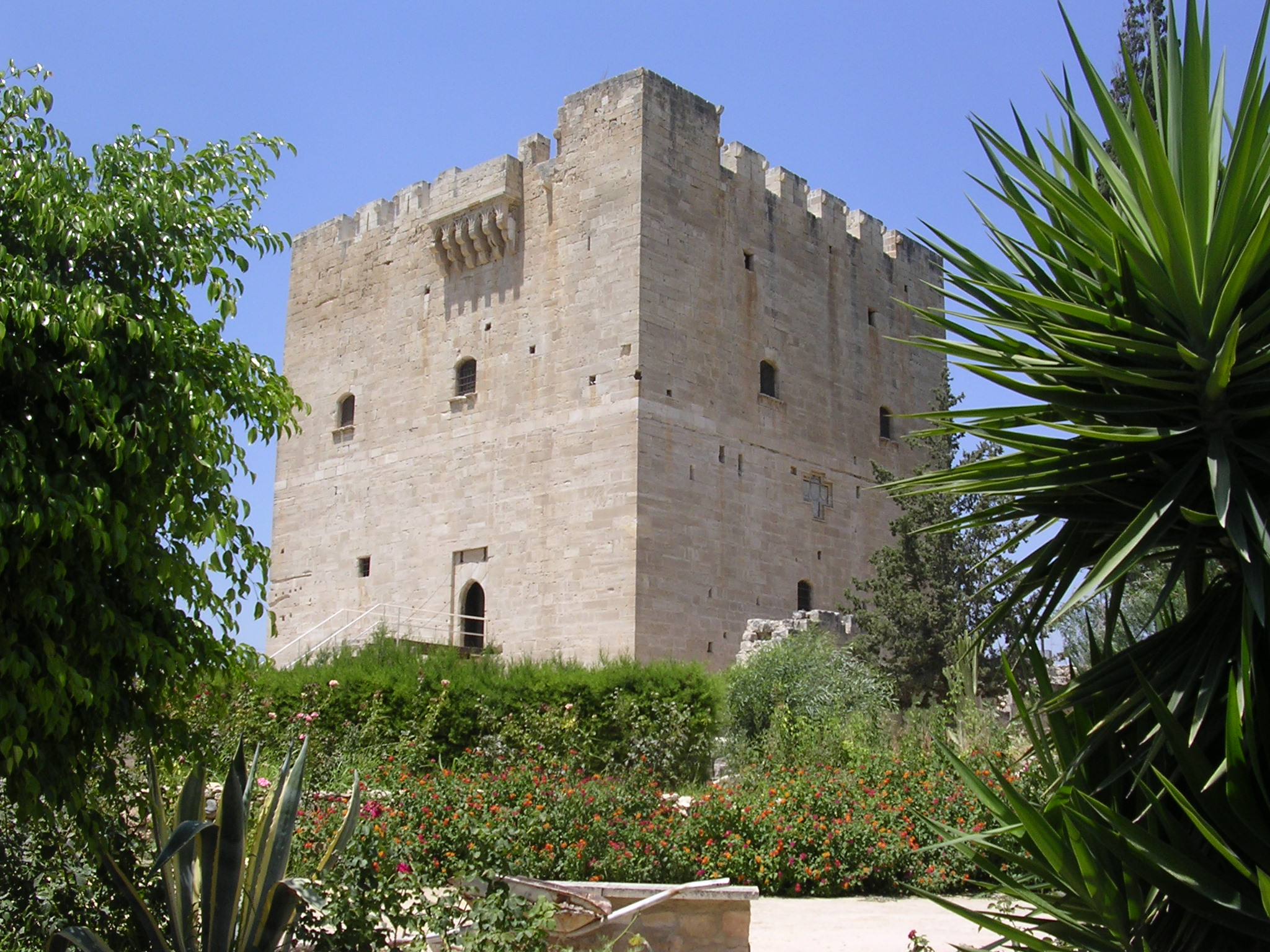
Castillo Kolossi en las fueras de la ciudad de Limasol.

Limasol fue testigo de los ataques de los mamelucos de Egipto. El puerto de Limasol se convirtió en un refugio para los piratas que saqueaban los países del Este del Mediterráneo y robaban a musulmanes.
Los nobles se hacían más ricos por el dinero que les daban los piratas. Por ello, una fuerza militar llegó a Limasol en 1424, enviada por los mamelucos de Egipto. Los mamelucos devastaron y quemaron Lemesos (Limasol). Un año más tarde, invadieron Chipre de nuevo con más fuerza, saqueando Famagusta y Lárnaca, y luego llegaron a Limasol, donde tomaron el Castillo sin ninguna dificultad, saquearon diferentes comercios y luego volvieron a El Cairo.
Los mamelucos volvieron en 1426, causando mayores destrozos en Limasol. Jano, el rey de Chipre, fue derrotado en Chirokitia y fue enviado a El Cairo como prisionero.
Chipre fue vendida en 1489 a Venecia por la Reina Caterina Cornaro. Los venecianos no estaban interesados en Chipre, solo en el cobro de impuestos y en la explotación de las riquezas del país. Destruyeron el Castillo de Limasol. Los viajeros que visitaron Chipre en el siglo XVI encontraron en mal estado a la población chipriota.
Todos los habitantes de Chipre fueron esclavizados por los venecianos, y se vieron obligados a pagar un tributo de la mitad de sus ingresos, por ejemplo, una parte de sus productos de la tierra, como el trigo, el vino, el aceite o el ganado.

### Invasión otomana
El Imperio otomano invadió Chipre entre 1570 y 1571, y lo ocupó. Limasol fue conquistada en julio de 1570 sin ninguna resistencia. Diferentes viajeros describen a la ciudad como una aldea con un número considerable de habitantes. Los cristianos vivían en casas muy bajas, y las personas debían agacharse para entrar. Esto se hacía con el propósito de que los otomanos no entraran a las casas montando sus caballos.
Los griegos y los turcos vivían en distintos barrios. La iglesia tuvo un rol importante en la educación del país durante el período 1754-1821. Durante este tiempo, se abrieron escuelas en todas las ciudades. Los intelectuales griegos enseñaban historia griega, turco y francés. Las siguientes escuelas funcionaban en Limasol:
- La Escuela Griega, establecida en 1819
- La primera escuela pública fue establecida en 1841
- La escuela de mujeres fue establecida en 1861

### Control británico

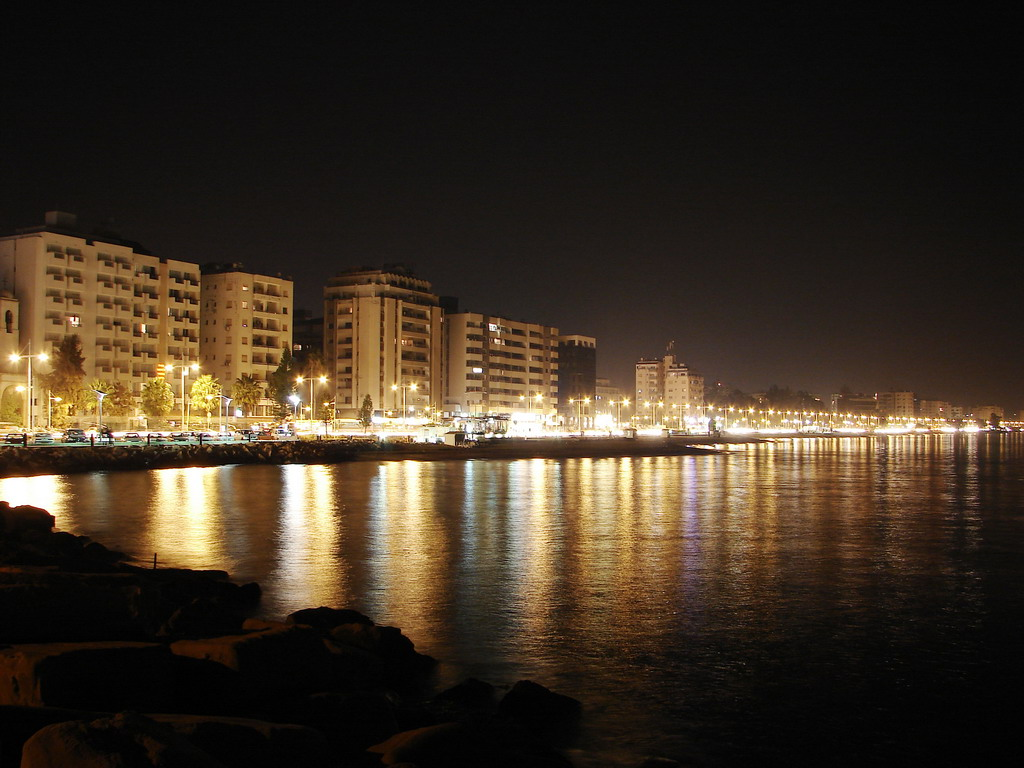
Costanera de Limasol.

Los británicos se apoderaron de Chipre en 1878. El primer gobernador británico de Chipre fue el Coronel Warren, quien mostró gran interés en Limasol, por lo que desde los primeros días de mandato la condición de la ciudad empezó a mejorar. Se limpiaron y repararon los caminos, se quitaron los animales del centro de la ciudad, se plantaron árboles y se construyeron los puertos para carga y descarga de los barcos que debían anclar lejos de la orilla. En 1880 se instalaron las primeras farolas para la iluminación en los barrios centrales. En 1912 la electricidad reemplazó a estos faroles a gas.
Desde los primeros años de la ocupación británica comenzó a operar una oficina postal, una oficina de telégrafo y un hospital. En 1880 empezó a funcionar la primera prensa. En esta imprenta se publicaron los periódicos Alithia, Anagennisis y Salpinx, en 1897.
A finales del siglo XIX empezaron a operar los primeros hoteles, entre ellos, Europe y Amathus.
Estos cambios realizados por los británicos impulsaron el desarrollo de la vida intelectual y artística de la ciudad. Se instalaron escuelas, teatros, clubes, galerías de arte, salones de música, sociedades deportivas, etc., que fueron muy significativos para la vida cultural de Limasol.
Gracias al puerto se crearon puestos de trabajo relacionados con el vino y la industria de las cerámicas, así como el turismo y el comercio en general.

### Conflicto Intercomunal
Desde el período otomano, la ciudad fue habitada por musulmanes y cristianos. Históricamente, los grecochipriotas constituyeron la mayoría de la población. En el censo otomano de 1831, los grecochipriotas constituían casi el 53% de la población (GC 345 TC: 303). Este porcentaje aumentó significativamente durante el período británico, llegando al 75 % en 1891 (GC: 5572; TC: 1616). El mismo porcentaje prevaleció durante la primera mitad del siglo XX. Se redujo ligeramente hasta el 71% en 1960 (TC: 56115; GC: 31283; Otros:6215), cuando la isla logró su independencia. Es importante señalar la presencia de otras nacionalidades (5.296 británicos y 916 personas de otros grupos como son los armenios, maronitas y latinos, etc), lo que convirtió a Limasol en un lugar muy cosmopolita.
No hubo desplazados durante los años 1950. Sin embargo, durante la lucha entre comunidades de 1963-1964, muchos turcochipriotas de pueblos o suburbios próximos huyeron y buscaron refugio en sus hogares en el barrio turcochipriota de la ciudad. Después de los combates del 9 de febrero de 1964, unos 400 turcochipriotas, casi el 7 % de la población turcochipriota de Limassol, se vieron obligados a abandonar sus hogares y desplazarse. En 1971, había todavía 217 desplazados turcochipriotas que residían en el barrio de esa nacionalidad de la ciudad. Es de destacar que el vecindario turcochipriota no fue demarcado por las fortificaciones como en Nicosia, Larnaca o Pafos. Las bases británicas desempeñaron un papel muy importante para mantener la paz en el lugar.
Cabe señalar, sin embargo que, aunque el barrio turco de Limasol no era un enclave en sentido estricto, estaba custodiado por unos 950 combatientes turcochipriotas que, por razones de seguridad, no usaban sus uniformes en las calles. La ciudad tenía su propia administración, incluyendo la estación de radio y el periódico semanal "oficial", lo que indica que el barrio turco se comportó como el resto de los enclaves de la isla (véase enclaves turcochipriotas).
El 20 de julio de 1974, en respuesta a la ofensiva militar turca en la isla, se inició un feroz conflicto en y alrededor del barrio turco de la ciudad. El barrio fue atacado desde todos los lados devolviendo el fuego los defensores. Después de seis horas y 36 muertos, los combatientes turcochipriotas se rindieron, y todos los hombres en edad de combatir fueron tomados como prisioneros de la guerra. Casi 2.700 hombres fueron retenidos durante 100 días, inicialmente en el estadio y luego en los edificios escolares vacíos, hasta que se efectuó el intercambio de prisioneros.
Mientras que los hombres eran tomados prisioneros, sus familias trataron de escapar hacia el norte comprando salvoconductos al norte (empresa peligrosa) o refugiándose en Akrotiri. En enero de 1975 las personas que se habían refugiado en Akrotiri fueron enviadas finalmente al norte a través de Turquía. Se trataba de enviarlos a Adana por vía aérea, desde donde fueron enviados en barco a intervalos de vuelta al sector controlado por los turcos en el norte.
La mayoría de los turcochipriotas desplazados de Limasol se establecieron, más tarde, en la ciudad de Kyrenia / Girne y en sus proximidades, aunque muchos fueron reasentados también en la zona de Famagusta y Morphou / Güzelyurt. A 16 de agosto de 1974, 2000 grecochipriotas procedentes de otras partes de la isla se habían refugiado en la localidad. El número total de personas desplazadas turcochipriotas en Limasol en 1975 era aproximadamente de 6,500 a 7,000.
Actualmente, la ciudad sigue siendo la más cosmopolita de Chipre. No solo Limasol sirve como un centro de acogida para muchos grecochipriotas desplazados desde el norte, para quienes fue una gran promoción de viviendas construidas en zonas aledañas a la ciudad, pero más tarde se convirtió también en un centro de acogida de refugiados libaneses que huían de la guerra en el país en 1980. Después del colapso de la Unión Soviética, Limasol atrajo a muchos inmigrantes de los países del otro lado del telón de acero, especialmente Rusia. Hay también una pequeña comunidad turcochipriota (aproximadamente 300 personas), que comenzó a emigrar desde el norte a finales de 1990 y se instaló en las casas en el casco antiguo turcochipriota de la ciudad. El último censo de 2001 calculó a la población de Limasol en 94.250 personas, pero la población puede llegar fácilmente hasta 150.000 incluyendo los municipios cercanos como Kato Polemidia y Germasogia.

## Gobierno
Los primeros grupos marxistas de Chipre se formaron en Limasol, a principios de los años 1920. En 1926 se formó el Partido Comunista en la ciudad. Su sucesor, AKEL, dominó las elecciones municipales desde los primeros comicios, en 1943, ganados por Ploutis Servas.
Desde 2017 el alcalde de la ciudad es Nicos Nicolaidis, del Movimiento Socialdemócrata de Chipre.

## Economía

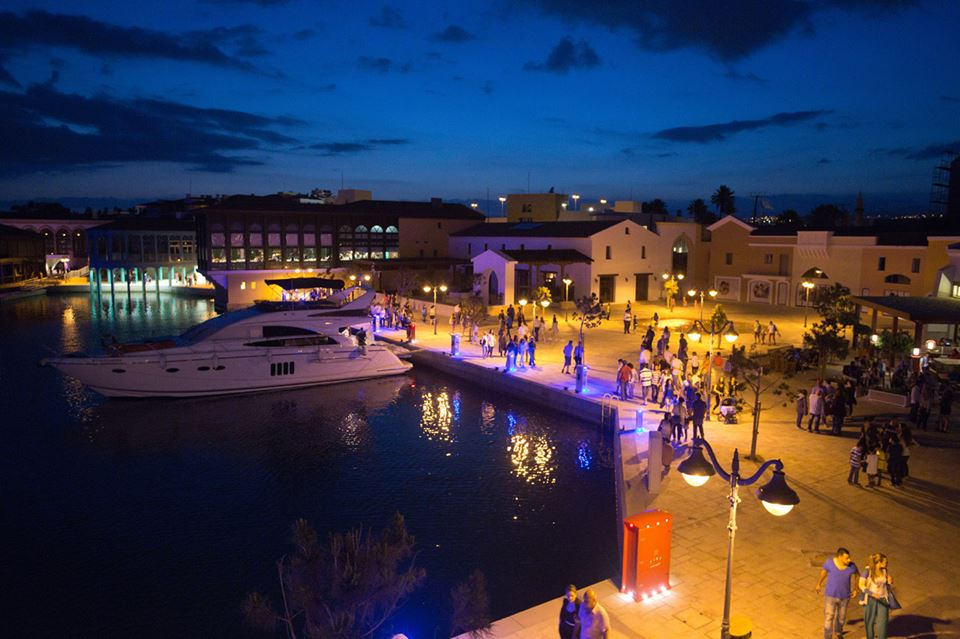

El desarrollo del turismo en Limasol empezó en 1974, cuando los invasores turcos ocuparon Famagusta y Kyrenia, las zonas tutrísticas principales de Chipre. Limasol tiene playas muy atractivas, ricas en arena y aptas para tomar sol y nadar. Existe una playa para natación, con todas las instalaciones necesarias, porporcionadas por la Organización Turística de Chipre, en la zona de Dasoudi.
Limasol pasó a ser el puerto marítimo más importante de Chipre en 1974. Antes, ese puesto lo ocupaba Famagusta, que ahora forma parte de la región de la isla controlada por Turquía.
Limasol es la base de muchas de las compañías vitivinícolas de la isla, sirviendo a las regiones vinícolas en crecimiento en las laderas del sur de las Montañas Troodos. Las más importantes son KEO, LOEL, SODAP y ETKO. Los vinos y coñacs producidos sobre la base de las uvas cultivadas en la zona son muy apreciadas, habiendo ganado varios premios en exhibiciones internacionales. Hay un consumo considerable de productos de vino en Chipre, tanto por parte de los locales como por los extranjeros. Grandes cantidades se exportan a Europa.
La ciudad de Limasol es el centro industrial más grande de la provincia, con una gran cantidad de industrias, entre las que se cuentan textiles, mueblerías, calzado, bebidas, comida, imprentas, metalúrgica, dispositivos electrónicos, plásticos, y muchas otras empresas.
Limasol es un importante centro de comercio en Chipre. Esto se debe a la presencia de la Base Soberana en Episkopí y Akrotiri, y al desplazamiento de la población de Limasol después de la invasión turca de 1974. El mercado está ubicado en el centro de la ciudad y en la zona turística, a lo largo de la costa que comienza en el viejo puerto y termina en Amathus. La mayor parte de los hoteles, restaurantes, discotecas y lugares de entretenimiento en general, se encuentran en esta zona.
Limasol tiene dos puertos, comúnmente llamados "viejo puerto" y "nuevo puerto". El nuevo puerto tiene el mayor tránsito comercial y de pasajeros, y es el puerto más grande de Chipre. El viejo puerto tiene un rompeolas de 250 metros, y solo puede recibir tres barcos pequeños al mismo tiempo. Normalmente, es usado por botes pesqueros. El puerto nuevo tiene 11 metros de profundidad, y rompeolas de 1300 metros de largo. Puede recibir unas 10 naves aproximadamente. Todas las exportaciones de uvas, vinos, maderas, cítricos, y las importaciones de cereales, vehículos, máquinas, textiles, fertilizantes, herbicidas, hierro, etc. son importadas y exportadas por estos puertos.

## Demografía
Las migraciones internas desde los años 1960 y la afluencia de personas desplazadas después de 1974, incrementaron considerablemente la población de Limasol y sus suburbios. El área metropolitana de Limasol, hoy en día, incluye los municipios de Limasol, Polemidia, Mesa Geitonia, Agios Athanasios y Germasogeia.
Originalmente, Limasol tenía una población conformada por una mezcla de griegos y turcos. La mayor parte de los turcos se trasladó hacia el norte en el año 1974. Por consiguiente, muchos griegos que se habían vuelto refugiados después de haber huido del norte de Chipre, se instalaron en Limasol. Durante la década del noventa, muchos gitanos (considerados turcos chipriotas, de acuerdo con la constitución) regresaron desde el norte de la isla para asentarse en Limasol.
La ciudad es también hogar de la pequeña población judía de la isla, con la única sinagoga del país.
El crecimiento de la tasa de natalidad durante finales del siglo XIX y el siglo XX (1878-1960) fue de un 70%. El número de habitantes de la ciudad en 1881 era de 6.131 personas, mientras que en 1960 el número aumentó a 43.593. La cifra de habitantes griegos se estimaba en 37.478, mientras que la de habitantes turcos en 6.115.

## Fiestas
Limasol es famosa en Chipre por sus festivales, como el Carnaval y la Fiesta del Vino. El Carnaval de Limasol dura diez días, con alegres y divertidas máscaras. Esta costumbre es muy antigua, ya que se remonta a los rituales paganos. Con el paso del tiempo adquirió un carácter diferente, puramente orientado al entretenimiento, con gran seguimiento popular. El festival comienza con el desfile inicial del Rey del Carnaval, seguido por una competencia de vestidos extravagantes para los niños. Durante el desfile del carnaval en las calles principales, grandes multitudes provenientes de toda la isla se reúnen para ver las carrozas con las serenatas y otros grupos de mascarones. Todas las noches, en los hoteles, se llevan a cabo fiestas de disfraces.
Durante la primera mitad de septiembre, se lleva a cabo el Festival del Vino en el Jardín Municipal de Limasol, todas las noches entre las 8 a. m. y las 11 p. m. Durante el festival, los visitantes tienen la oportunidad de degustar algunos de los mejores vinos chipriotas, los cuales son ofrecidos de forma gratuita. Algunas noches, varios grupos de Chipre o extranjeros, representan danzas tradicionales, y también hay coros y otros.
Otros festivales son el Festival de la Flor, en mayo, el Festival de la Inundación, en junio, y el Festival de Teatro Griego Antiguo.
En el 2008, Limasol fue anfitriona del Festival de Eurovisión Junior.

## Deportes
AEL Limassol FC y Apollon Limassol son los dos principales clubes deportivos en Limasol, que tienen equipos de fútbol, baloncesto y voleibol. El equipo AEL Limassol tiene la mayor cantidad de trofeos en todos los deportes juntos. En baloncesto, tanto Apollon Limassol como el AEL Limassol FC son equipos muy poderosos, con repercusión internacional. El AEL Limassol ejerce dominio en el baloncesto y registra el récord de haber obtenido el título nacional durante cinco años seguidos (los últimos cinco años). En el fútbol, los dos equipos, el Apollon Limassol y el AEL Limassol, se desempeñan en la Primera División. Aris Limassol FC es otro equipo de fútbol que juega actualmente en la primera división y, al igual que el AEL Limassol FC, es uno de los clubes fundadores de la Asociación de Fútbol de Chipre (KOP). El AEL Limassol también cuenta con un poderoso equipo de vóley femenino.
El estadio de fútbol de Limasol es el Estadio Tsirion, con capacidad para 16.000 espectadores, que acoge a los tres equipos de fútbol de la ciudad. En otros tiempos fue la sede de selección de fútbol de Chipre. El escenario se utiliza también para la práctica del atletismo. Hay varios otros estadios para diversos deportes en Limasol.
El estadio de baloncesto de Apollon Limassol fue sede de la Europa Sur Regional Challenge Cup Final Four, de 2003, certamen organizado por la FIBA. El AEL obtuvo el título de este torneo y se convirtió así en el primer equipo chipriota en ganar un trofeo europeo. En 2006, Limasol fue sede de la FIBA Europa All Star Game y tuvo como escenario al Spyros Kiprianou Sports Centre, como lo había hecho el año anterior.
Asimismo, en Limasol y sus alrededores se corre el Rally de Chipre de Campeonato Mundial de Rally.
Hay un equipo profesional de balonmano, el APEN Agiou Athanasiou.
En la primera división el AEL Limassol FC clasificó para la Conference League.

## Cementerio armenio

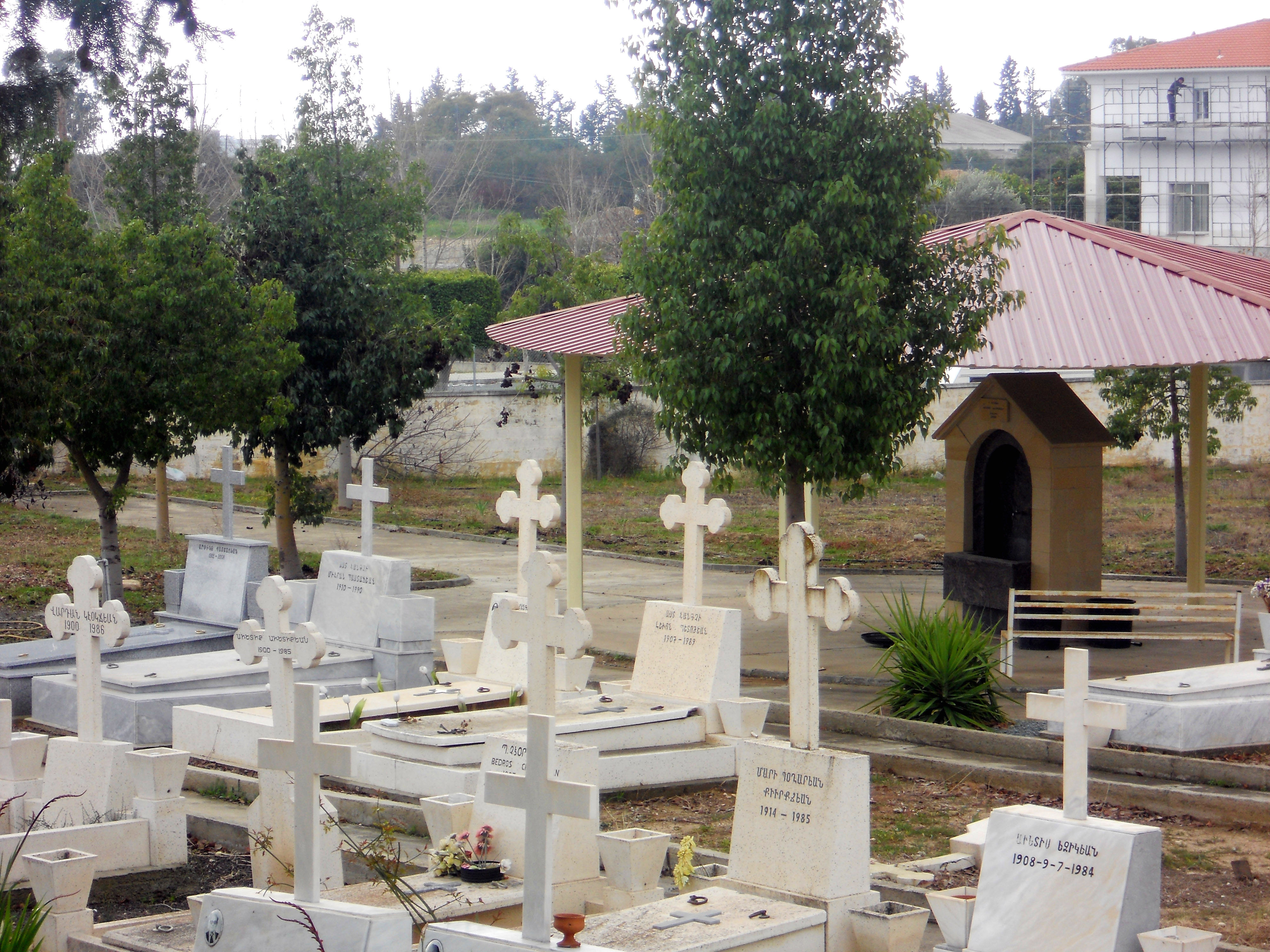
Vista del Cementerio

El Cementerio armenio de Limasol se encuentra en la parte occidental de la carretera Limasol-Platres, en el área administrativa de Kato Polemidia. La tierra fue concedida a la comunidad armenia-chipriota por el gobierno colonial de Chipre en 1946, pero no llegó a estar operativo hasta julio de 1960, por la Ley, que estipula que los cementerios deben tener un muro que los separa de su entorno. Este muro fue construido por donación del entonces Alcalde de Limasol, Costas Partasides, quien fue miembro de la AKEL. Hasta entonces, los fallecidos armenio-chipriotas de Limasol fueron enterrados principalmente en Nicosia y Lárnaca.
Cerca de 150 entierros han tenido lugar en este cementerio, que cubre menos de una octava parte de la superficie total de la que dispone.

## Ciudades hermanadas
Limasol mantiene un hermanamiento de ciudades con:
- Nankín, República Popular China
- Alejandría, Egipto
- Marsella, Francia
- Niederkassel, Alemania
- Ioannina, Grecia
- Heraclión, Creta, Grecia
- Patras, Grecia
- Rodas, Grecia
- Salónica, Grecia
- Zante, Grecia
- Haifa, Israel
- Dals-Ed, Suecia
- Puerto Vallarta, México
- Las Palmas de Gran Canaria, España